# Diocesi di Muranga
La diocesi di Muranga (in latino Dioecesis Murangaensis) è una sede della Chiesa cattolica in Kenya suffraganea dell'arcidiocesi di Nyeri. Nel 2021 contava 1.002.750 battezzati su 1.920.000 abitanti. È retta dal vescovo James Wainaina Kungu.

## Territorio
La diocesi comprende le contee di Muranga e di Kirinyaga nella parte centrale del Kenya.
Sede vescovile è la città di Muranga, dove si trova la cattedrale del Sacro Cuore di Gesù.
Il territorio è suddiviso in 48 parrocchie.

## Storia
La diocesi è stata eretta il 17 marzo 1983 con la bolla Quandoquidem aeternam di papa Giovanni Paolo II, ricavandone il territorio dalla diocesi di Nyeri (oggi arcidiocesi).
Originariamente suffraganea dell'arcidiocesi di Nairobi, il 21 maggio 1990 è entrata a far parte della provincia ecclesiastica di Nyeri.

## Cronotassi dei vescovi
Si omettono i periodi di sede vacante non superiori ai 2 anni o non storicamente accertati.
- Peter Joseph Kairo (17 marzo 1983 - 21 aprile 1997 nominato vescovo di Nakuru)
  - Sede vacante (1997-1999)
- Peter Kihara Kariuki, I.M.C. (3 giugno 1999 - 25 novembre 2006 nominato vescovo di Marsabit)
  - Sede vacante (2006-2009)[2]
- James Wainaina Kungu, dal 4 aprile 2009

## Statistiche
La diocesi nel 2021 su una popolazione di 1.920.000 persone contava 1.002.750 battezzati, corrispondenti al 52,2% del totale.
| anno | popolazione | popolazione | popolazione | presbiteri | presbiteri | presbiteri | presbiteri                | diaconi | religiosi | religiosi | parrocchie |
| anno | battezzati  | totale      | %           | numero     | secolari   | regolari   | battezzati per presbitero | diaconi | uomini    | donne     | parrocchie |
| ---- | ----------- | ----------- | ----------- | ---------- | ---------- | ---------- | ------------------------- | ------- | --------- | --------- | ---------- |
| 1990 | 456.612     | 1.236.000   | 36,9        | 46         | 29         | 17         | 9.926                     |         | 31        | 70        | 21         |
| 1999 | 607.177     | 1.581.230   | 38,4        | 67         | 49         | 18         | 9.062                     |         | 30        | 127       | 29         |
| 2000 | 621.948     | 1.396.610   | 44,5        | 72         | 55         | 17         | 8.638                     |         | 28        | 102       | 30         |
| 2001 | 637.823     | 1.380.388   | 46,2        | 72         | 56         | 16         | 8.858                     |         | 25        | 112       | 30         |
| 2002 | 352.378     | 1.406.600   | 25,1        | 71         | 54         | 17         | 4.963                     |         | 30        | 114       | 30         |
| 2003 | 670.942     | 1.422.402   | 47,2        | 73         | 55         | 18         | 9.190                     |         | 26        | 74        | 32         |
| 2004 | 695.830     | 1.441.116   | 48,3        | 80         | 60         | 20         | 8.697                     |         | 30        | 113       | 33         |
| 2013 | 926.653     | 1.775.000   | 52,2        | 99         | 82         | 17         | 9.360                     |         | 39        | 144       | 40         |
| 2016 | 992.893     | 1.901.503   | 52,2        | 113        | 94         | 19         | 8.786                     |         | 39        | 153       | 44         |
| 2019 | 953.500     | 1.825.748   | 52,2        | 125        | 105        | 20         | 7.628                     |         | 52        | 313       | 47         |
| 2021 | 1.002.750   | 1.920.000   | 52,2        | 141        | 122        | 19         | 7.111                     |         | 49        | 177       | 48         |